# جيتون كلمندي
ولد جيتون كلمندي (جيتون كلمندي) في مدينة بيجا، كوسوفو عام 1978. أكمل دراسته الابتدائية في مسقط رأسه. بعدها أكمل دراسته الجامعية في جامعة بريشتينا، وحصل على شهادة البكالوريوس في (فنون الاتصال الجماهيري).
أكمل كلمندي دراسته فيما بعد في الجامعة الحرة في بروكسل ULB، بلجيكا، متخصصا في (الدراسات الدولية والأمنية).
بدأ كلمندي في كتابة الشعر، النثر، المقالات والقصص القصيرة منذ عدة سنوات ولا زال مستمرا ً في ذلك.
يساهم كلمندي بشكل منتظم في الكتابة لصحف في (ألبانيا) وخارجها، ويتطرق في كتابته إلى العديد من المواضيع الثقافية والسياسية، وبالأخص تلك المتعلقة بالشؤون الدولية. أصبح جيتون كلمندي مشهورا في (كوسوفو) بعد نشر كتابه الأول المعنون (قرن الوعود) (Shekulli i Premtimeve)، والذي نُشر في عام 1999. بعدها قام بنشر العديد من الكتب الأخرى.
تُرجمت قصائده إلى أكثر من 22 لغة، ونُشرت في بعض المختارات الأدبية العالمية. كما أن له عدد كبير من القصائد والأشعار لكبار شخصيات ألبانيا وكوسوفو منهم (الأم تريزا) و(إبراهيم روجوفا)
يُعتبر كلمندي من أكثر الشعراء الألبانيين الذين تم ترجمة قصائدهم.و في رأي عدد من النقّاد، يعتبر كلمندي ممثلا ً حقيقيا ً للشعر الألباني المعاصر.
كلمندي عضو في العديد من النوادي الشعرية العالمية، ويساهم في الكثير من المجلات الأدبية والثقافية، خاصة في اللغات الإنجليزية والفرنسية والرومانية.
تستند الحكمة في أعمال كلمندي الأدبية إلى الاهتمام الذي يوليه للصياغة الشعرية، البحث المعاصر للنص وعمق الرسالة. ان طبيعة شعر كلمندي تركز بصورة أكبر على كلمات الحب والشعر الايجازي المحبوك مع الاستعارات والرموز الفنية.
شارك كلمندي في حرب تحرير كوسوفو التي قادها جيش التحرير الكوسوفي 1998-1999.
يقيم ويعمل كلمندي حاليا في بروكسل، بلجيكا.

## الأعمال المنشورة
- - (قرن الوعود Shekulli i Premtimeve) شعر 1999[1]
- - (ما وراء الصمت Përtej Heshtjes) شعر 2002
- - (ماذا لو كان الوقت مساءً if it is afternoon) شعر 2004
- - (سامحني يا وطني Më fal pak Atdhe) شعر 2005
- - (إلى أين يذهب الوافدون Ku shkojnë ardhjet) شعر 2007
- - (ها قد وصلت لآثار الريح Erdhe për gjurmë të erës) شعر 2008
- - (لم يعد للوقت وقت Koha kurë të ketë kohë) شعر 2009)[2]
- - (افكار هائمة Rrugëtimi i mendimeve) شعر 2010[3]
- - (مباركة الروح Pagezimi I shpirtit) شعر 2012
- - (استدعاء خواطري المنسية Thërras gjëtar e harruara)، شعر 2013

## المسرحيات المنشورة
- - (الآنسة كلمة Zonja Fjalë) دراما 2007[4]
- - (اللعبة ونقيضتها Lojë dhe kundër lojë) دراما 2011

## العلوم السياسية
- - مهام الاتحاد الاوربي في كوسوفو بعد استقلالها / 2010 / الولايات المتحدة الأمريكية.
- - وقت سيئ للمعرفة / 2011 / [[الولايات المتحدة الأمريكية]].
- - مهام حلف شمال الأطلسي - الاتحاد الأوربي، هل هي تعاونية أم تنافسية 2012، تيرانا، ألبانيا.

## الأعمال المنشورة بلغات أجنبية
- - (كم هي قوية تلك الاوراق الرقيقة Ce mult s-au rãrit scrisorile) نُشرت باللغة الرومانية
- - (التنفس A respiration) نُشرت في الهند
- - (الآنسة كلمة Dame parol) دراما، نُشرت باللغة الفرنسية
- - (يا لهدوء البداية COMME LE COMMENCEMENT EST SILENCIEUX) شعر، باريس، فرنسا.[5][6][7]
- - (إلى أين يذهب الوافدون ΠΟΥ ΠΑΝΕ ΟΙ ΕΡΧΟΜΟΙ) شعر باللغة اليونانية، اليونان.
- - (كيف تُحب Wie wollen)، شعر، ألمانيا.
- - (الآنسة كلمة Frau Wort)، دراما، ألمانيا.[8]
- - (كيف تُحب Nasil sevmeli)، شعر، تركيا.
- - (كيف تصل إلى نفسك How to reach yourself)، شعر، الولايات المتحدة الأمريكية.
- - (شعر على قمة الوقت الزائل в зените времени истлевшего) روسيا.
- - (عند بدءالزمن) НА ВЕРХІВ’Ї ЧАСУ، شعر، أوكرانيا[9]
- - (فواصل للحذف) شعر، مصر.[10][11]
- - 34 قصيدة شعرية، 34首封面، الصين، 2013[12]
- - (خواطر الروح Pensamientos del Alma) شعر، إسبانيا، 2014

## النشاطات الثقافية
- - عضو في جمعية الصحفيين المحترفين في الأوربيين، بروكسل، بلجيكا.
- - عضو في أكاديمية العلوم والفنون الأوربية، باريس، فرنسا.
- - عضو في أكاديمية العلوم والفنون الأوكرانية، كييف، أوكرانيا.
- - عضو في أكاديمية العلوم والتعليم العالي في كييف، أوكرانيا
- - عضو في جمعية PEN العالمية للمتحدثين باللغة الفرنسية، بروكسل، بلجيكا

## الجوائز العالمية
- - حائز على الجائزة العالمية القيـَـمة (SOLENZARA) باريس، فرنسا.[13]
- - حائز على (جائزة الشعر الوطني MITINGU)، جاكوفا، كوسوفو.
- - حائز على الشهادة الفخرية "Doctor Honoris Causa"، معهد الدراسات في أوكرانيا ودول القوقاز
- - حائز على الجائزة العالمية Nikolaj Gogol، أوكرانيا، 2013
- - حائز على الجائزة العالمية Alexander the Great، اليونان، 2013
- - حائز على المرتبة الثالثة للجائزة العالمية World Poetry، البوسنة والهرسك، 2013
- - جائزة (أفضل مترجم) في الصين، 2013
- - الجائزة العالمية (الأم تيريزا) للشعر الإنساني، جاكوفا، كوسوفو
- - الجائزة العالمية (Ludwig Nobel) التابعة لجمعية Udmurtian PEN Club في اودمورتيا، روسيا